# Helene (Werefkin)
Helene ist der Titel eines Bildes, das die russische Künstlerin Marianne von Werefkin um 1909 malte. Das Werk ist Teil einer Privatsammlung.

## Technik und Maße,
Bei dem Bild handelt es sich um eine Gouache auf Papier auf Karton, 23 × 18,5 cm. Es trägt keine Signatur oder Datierung.

## Ikonografie
Dargestellt ist Helene Nesnakomoff, die Geliebte von Alexej Jawlensky, die er 1922 in Wiesbaden heiratete.
Als „Helene im Herbst 1895 zehn Jahre alt war“, wurde sie „in’s Haus“ der Familie Werefkin auf dem litauischen Landgut Blagodat, „nach dem Tod ihres Stiefvaters des Polizeisoldaten bei uns im Fleck“ aufgenommen.

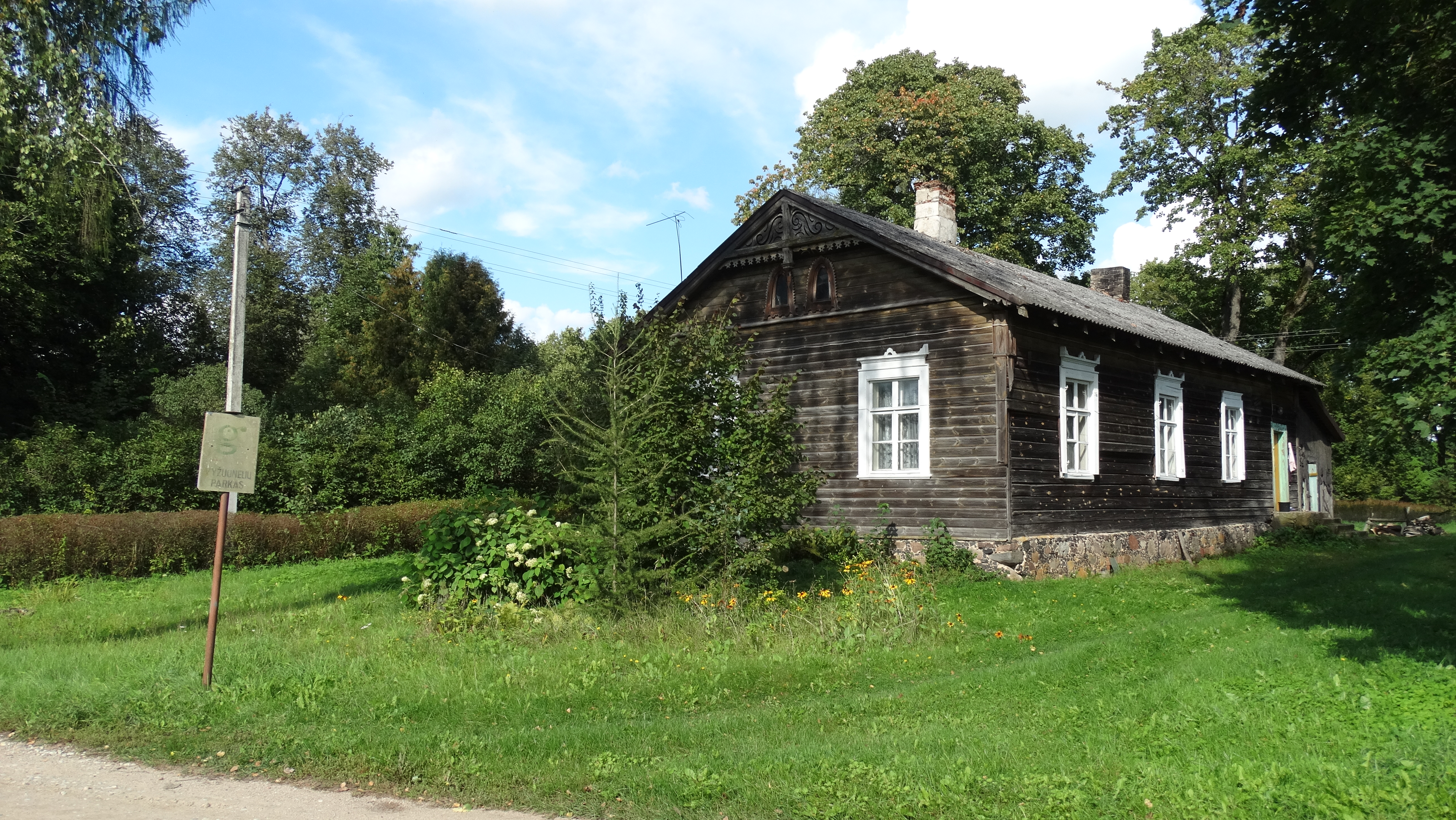
Werefkins Atelierhaus auf dem Landgut Blagodat in Litauen. Es ist das einzige Atelierhaus aus dem 19. Jahrhundert in Litauen

Der Sommersitz Blagodat hatte seinerzeit eine Ausdehnung von insgesamt 850 Hektar und umfasste die Landgüter Vyžuonėlės, Mediniai und Mazelizkiai, den Wald Skaistasilis und den See Lukuo. Das Gut befindet sich etwa sieben Kilometer nordwestlich der Stadt Utena, im Gouvernement Kownow. Im Winter wohnten die Werefkins in Sankt Petersburg.

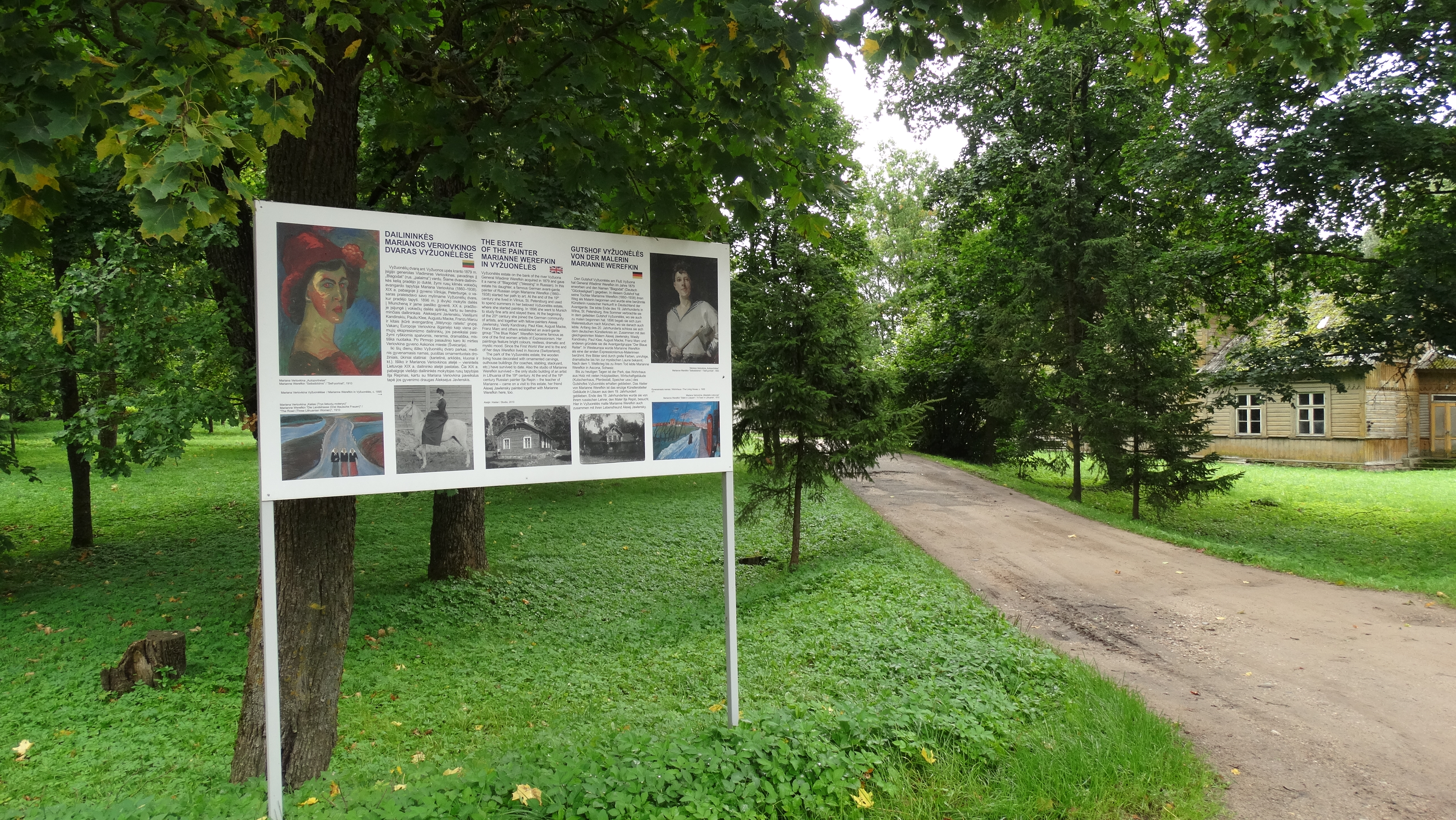
Informationstafel (Litauisch, Englisch, Deutsch) auf dem Landgut Blagodat in Litauen, im Hintergrund das Haupthaus der Werefkins

Helene konnte fortan „satt und warm leben. Das noch kindliche Mädchen musste sich sein Essen und seine Unterkunft verdienen. Es ging bei Mariannes neuer Zofe Pascha in Lehre.“
1896 war sie nach Deutschland „zur persönlichen Bedienung der Werefkin mitgekommen.“ In München wurde Helene auf einer „Fehlliste“ im Melderegister beim Einwohnermeldeamt als Köchin der „Excell.“ Werefkin eingetragen.
Obwohl Jawlensky Helene auf mehreren Bildern verewigte, weiß man bis heute nur wenig und Widersprüchliches über diese Frau. Ihr Mädchenname Nesnakomoff, der in der Übersetzung eine Unbekannte lautet, bestimmte wie ein Signet ihr Leben. Eine weitgehend Unbekannte blieb Helene selbst befreundeten Zeitgenossen, wie ein Bericht von Elisabeth Erdmann-Macke verdeutlicht: „In München besuchten wir [1911] den Maler Alexej von Jawlensky […] zusammen mit der ihm befreundeten Kollegin Marianne von Werefkin. Sie hatten zwei Atelierwohnungen auf dem gleichen Stock inne. […] In einem kleinen Nebenzimmer lebte Hélène, eine junge, hübsche Person, die still und unbemerkt den Haushalt versorgte und alle täglichen Arbeiten verrichtete, aber nie mit am Tisch saß, wenn Gäste anwesend waren […] In dem kleinen Zimmer […] waren viele bunte Kinderzeichnungen mit Reißnägeln an der Wand befestigt. Der kleine André, damals sechs Jahre alt, der ‚Neffe‘ von Jawlensky, in Wirklichkeit sein und Hélènes Sohn, hatte sie gemalt, […] ein wenig lag immer ein Geheimnis über diesen drei Menschen und ihrer Zugehörigkeit zueinander.“

## Maler und Modell
Die Maler der Neue Künstlervereinigung München (N.K.V.M.) pflegten das Aktzeichnen und die Aktmalerei. Auf ihren drei Ausstellungen (1909–1911) thematisierten sie das klassische Bildmotiv der menschlichen Figur. „Die Vorstellung einer wiedergefundenen Harmonie zwischen Mensch und Natur sollte dabei im Bild in eine moderne Formensprache übersetzt werden.“
Adolf Erbslöh setzte sich z. B. insbesondere mit den großflächigen Frauenakten von Pierre Girieud auseinander, mit dem er seit seiner Reise nach Paris im Mai 1910 befreundet war. Darüber hinaus beeinflussten ihn die Aktmalerei von Georges Rouault und Henri Le Fauconnier.

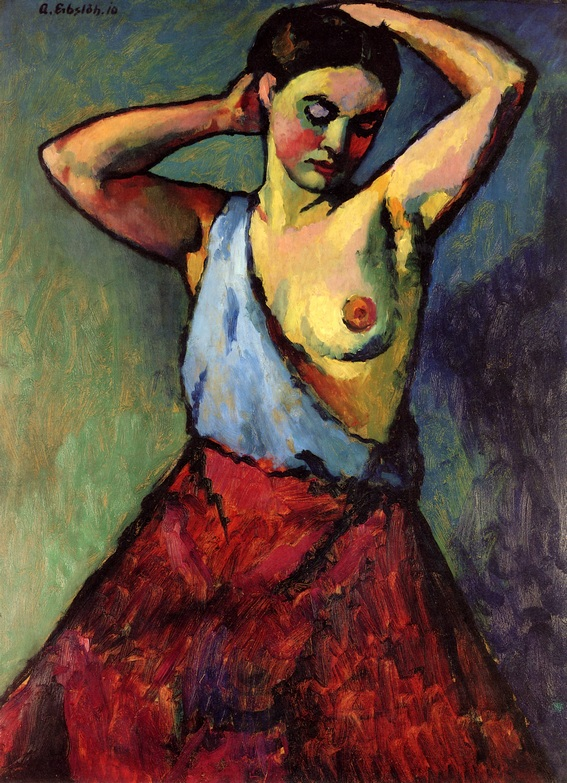
Adolf Erbslöh: Mädchen mit rotem Rock, 1910

In der Zeit um 1910 malte Erbslöh eine Reihe monumental wirkende weibliche Akte. „Für diese ganz- oder halbfigurigen, stehenden, sitzenden oder liegenden Akte standen ihm seine Frau oder andere junge Frauen Modell.“ Sie gehören zu den fortschrittlichsten Werken seiner expressionistischen Phase, wie z. B. das Mädchen mit rotem Rock. Die drei Grundfarben Gelb, Rot und Blau dominieren im Bild. Die Figur erhält Stabilität durch eine schwarze Konturierung. Sie veranschaulicht die Intention des Malers zur Flächigkeit und ergänzt so den kaum differenzierten flachen Hintergrund. Johannes Eichner, der Biograf von Gabriele Münter und Wassily Kandinsky, hatte schon 1957 auf die Quelle der modernen Malerei bei den Künstlern der N.K.V.M. hingewiesen, indem er sagte: „Zweifellos war Jawlensky, als die Gruppe in Murnau ihre Arbeit aufnahm, der Fortgeschrittenste. Er wußte schon, wie man modern malt. Er hatte das Verfahren der Schule von Pont-Aven gelernt, die Farbflächen in Konturen zu spannen.
An Erbslöhs „Akten wird besonders deutlich, wie wirksam in dieser Phase die Anregung und Ermutigung durch Jawlensky war, mit dem sich Erbslöh, neben dem engsten Freund Kanoldt, der im Hause Erbslöh fast täglich ein- und ausging, am intensivsten austauschte. […] Die häufigen Besuche, die Begutachtung der Gemälde Erbslöhs durch Jawlensky, gelegentlich in Begleitung seiner Gefährtin Helene (Erbslöhs nannten die beiden ‚Lulu und Lala‘) […] deuten auf wichtige Impulse, die der 17 Jahre Ältere geben konnte.“ Zu erwähnen ist in diesem Zusammenhang, dass Jawlensky auch den vier Jahre jüngeren Benediktinermönch Jan Verkade zum Aktmalen animierte.
Jawlensky stellte laut Werkverzeichnis 16 Frauenakte in Gemälden und 139 in Zeichnungen dar. Dabei handelt es sich mit zwei Ausnahmen, Lisa Kümmel und Hanna Bekker vom Rath, hauptsächlich um Modelle mit anonymer Physiognomie.
In normalen Porträts schildert Jawlensky Helenes Charakterzüge stets unverwechselbar mit denen anderer Personen. In seinem Werk gibt es nur wenige Freunde, die er in ähnlich erkennbarer Weise porträtierte, dazu zählen z. B. die Frau von Alfred Kubin, Elisabeth Iwanowna Epstein, Alexander Sacharoff, Andreas Jawlensky oder Nikita Werefkin. Jedoch tauchen Helenes vertraute Gesichtszüge in Aktdarstellungen in seinen Werkverzeichnissen nie auf. Desto erstaunlicher, dass sich Helene für Werefkin in mehreren Gouachen und etlichen Zeichnungen als Aktmodell zur Verfügung stellte.